# السجلات الليتوانية الخاصة

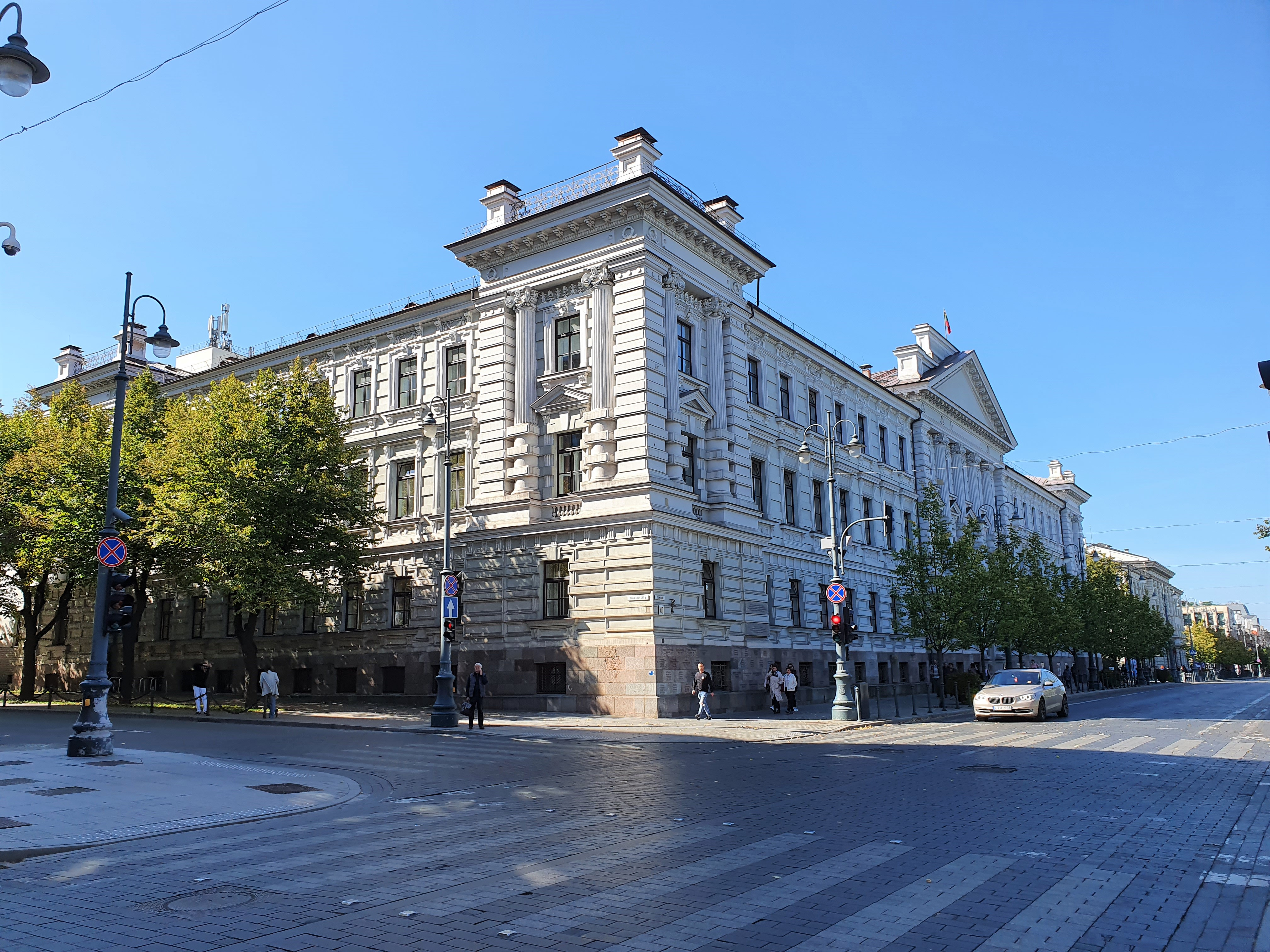

السجلات الليتوانية الخاصة (بالإنجليزية : Lithuanian Special Archives ) هي أرشيف في ليتوانيا لتخزين الوثائق من الفترة 1940-1991 ، تم ترك العديد من وثائق الكي جي بي (أمن الدولة السوفيتي) ووزارة الداخلية الليتوانية SSR في ليتوانيا بعد حصولها على الاستقلال عن الاتحاد السوفيتي في عام 1991 ، وهي مخزنة الآن هنا ، وتم تخزين حوالي 18,000 متر خطي من السجلات.
ويتم حاليا الاحتفاظ بتلك المحفوظات الخاصة من قبل مكتب رئيس المحفوظات في ليتوانيا ، ويتم جمعها وتخزينها وفقًا لقانون المحفوظات الليتوانية.
وكان الوصول إلى الوثائق الموجودة في الأرشيف موضوع قضية المحكمة الدستورية لجمهورية ليتوانيا لعام 2006. 

## روابط خارجية
- الموقع الرسمي